# Republică federală

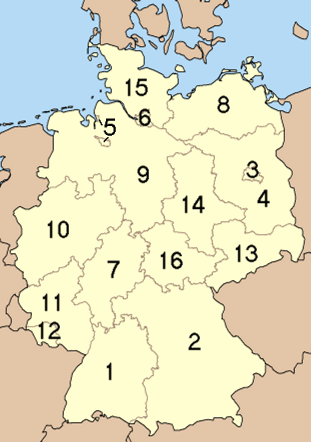
Republica Federală Germania şi cele 16 state federale ale sale (Bundesländer)

O republică federală este o federație de state cu o formă de guvernământ republicană.  Federația este compusă dintr-un număr de state care se autoguvernează, care sunt unite la nivel de guvern federal. În orice federație, spre deosebire de un stat unitar, guvernele autonome la nivel statal sunt definite constituțional, fiind protejate de orice intervenție unilaterală care ar putea fi luată la nivel federal. 
Statele unei federații (precum și cele ale unei confederații) mențin, de asemenea, și suveranitatea politică, pe care nu o cedează statului federal.  De fapt, în acest caz, cuvântul „republică” din expresia „republică federală” nu este folosit foarte adecvat, dar înseamnă, cel puțin, faptul că federația de state respectivă nu are ca șef de stat un monarh. 
Trei state federale contemporane se descriu pe ele însele ca „republici federale”: Republica Federală Germania, Republica Federală a Nigeriei și Republica Federală Democratică a Etiopiei. O variantă aproape de aceasta este cea de „republică federativă”, care apare în titlul oficial al Braziliei, „Republica Federativă a Braziliei”. 
Nu orice federație este o republică; spre exemplu, Australia, Canada și Malaezia sunt state federale, dar nu sunt și republici, fiind monarhii constituționale. 

## Liste de state care sunt republici federale

### Republici federale contemporane
| Federație                  | Tip de stat                    | Subdiviziuni                                     | Șeful statului                            |
| -------------------------- | ------------------------------ | ------------------------------------------------ | ----------------------------------------- |
| Argentina                  | Republică                      | Provinciile Argentinei                           | Președinte al Argentinei                  |
| Austria                    | Republică                      | Statele federale ale Austriei                    | Președintele federal al Austriei          |
| Bosnia și Herzegovina      | Republica                      | Diviziunile politice ale Bosniei și Herzegovinei | Președinția Bosniei și Herzegovinei       |
| Brazilia                   | Republică Federativă           | Statele Braziliei                                | Președinte al Braziliei                   |
| Comore                     | Uniune                         | Insulele Comore, Municipalități ale Comorelor    | Președinte al Comorelor                   |
| Etiopia                    | Republică Democratică Federală | Regiuni ale Etiopiei                             | Președintele Etiopiei                     |
| Germania                   | Republică federală             | Statele federale ale Germaniei, landuri          | Președintele federal al Germaniei         |
| India                      | Republică                      | Statele Indiei                                   | Președinte al Indiei                      |
| Madagascar                 | Republică                      | Provincile din Madagascar                        | Președintele Madagascarului               |
| Mexico                     | Statele Unite Mexicane         | Statele din Mexico                               | Președinte al Mexico                      |
| SF ale Microneziei         | State federalizate             | Statele din Micronezia                           | Președintele statelor din Micronezia      |
| Nigeria                    | Republică federală             | Statele din Nigeria                              | Președintele Nigeriei                     |
| Pakistan                   | Republică                      | Provincile Pakistanului                          | Președintele Pakistan-ului                |
| Rusia                      | Federație                      | Subiecte ale Rusiei                              | Președintele Rusiei                       |
| Elveția                    | Confederație                   | Cantoanele Elveției                              | Consiliul Federal Elvețian                |
| Statele Unite ale Americii | Republica federala             | Statele Statelor Unite ale Americii              | Președinte al Statelor Unite ale Americii |
| Venezuela                  | Republică Bolivariană          | Statele Venezuelei                               | Președinte al Venezuelei                  |

### Republici federale istorice
- Provinciile Unite ale Americii Centrale (1824 - 1840)
- "Marea Columbie" (1819 - 1831), mai târziu, Columbia (republică federală până în 1886, republică unitară după 1886)
- Statele Confederate ale Americii (1861 - 1865)
- Cehoslovacia (1969 - 1992)
- Iugoslavia (1945 - 2003)

### Republici federale ficționale
- Galactic Republic (Star Wars)
- New Republic (Star Wars)
- United Federation of Planets (Star Trek)